# GPR151
GPR151, G protein-spregnuti receptor 151, je protein koji je kod čoveka kodiran GPR151 genom.

## Literatura
1. ↑  Vassilatis DK, Hohmann JG, Zeng H, Li F, Ranchalis JE, Mortrud MT, Brown A, Rodriguez SS, Weller JR, Wright AC, Bergmann JE, Gaitanaris GA (2003). „The G protein-coupled receptor repertoires of human and mouse”. Proc Natl Acad Sci U S A. 100 (8): 4903—8. PMC 153653 . PMID 12679517. doi:10.1073/pnas.0230374100.
2. ↑  „Entrez Gene: GPR151 G protein-coupled receptor 151”.

## Dodatna literatura
- Takeda S; Kadowaki S; Haga T;  . (2002). „Identification of G protein-coupled receptor genes from the human genome sequence.”. FEBS Lett. 520 (1-3): 97—101. PMID 12044878. doi:10.1016/S0014-5793(02)02775-8.
- Ignatov A, Hermans-Borgmeyer I, Schaller HC (2004). „Cloning and characterization of a novel G-protein-coupled receptor with homology to galanin receptors.”. Neuropharmacology. 46 (8): 1114—20. PMID 15111018. doi:10.1016/j.neuropharm.2004.02.004.